# Средно училище „Петко Рачов Славейков“ (Кърджали)
Средно училище „Петко Рачов Славейков“ е средно училище в град Кърджали. Училището още е наричано „Училище за шампиони“ и е най-голямото в Южна България. Мотото на училището е „38 години повече от училище.“ Мисията на училището е да предостави качествено образование.

## История
Училището е открито през 1984 г., като вече стават 38 години от неговото основаване. Откриването на първия корпус на ЕСПУ е на 17 септември, 2 месеца преди честването на първия патронен празник. Първият директор е Митко Димов с ръководен състав Цветан Трингов, Валентина Димитрова и Божана Ушева като заместник-директори, 81 учители и 1555 ученици и помощен персонал. Символът на училището, УПКО, е идея на художника Иван Илиев, като през 1991 г. той изработва модел на бухалче – символ на мъдростта, като името му е дарено от Добрина Камбурова, която е учител по математика. Училището е визитна картичка не само на Кърджали, но и на България.
Настоящ директор на училището е Милко Багдасаров. Съвременната сграда има 65 класни стаи, 12 кабинета по училищни предмети като български език и литература, математика, чужди езици, история, музика, биология, физика и други, STEM център, 2 компютърни зали, 2 физкултурни салона, 2 актови зали, барче УПКО, столова, медиен център, библиотека, евро коридор, павилион за хранене и медицински кабинети. В училището се обучават около 1650 ученици с педагогически състав, състоящ се от 151 членове и непедагогически състав, състоящ се от 39 членове. Училището също има екопътека – „Шампиони“.

## Символи
- Знаме: СУ „Петко Рачов Славейков“ има собствено знаме.

- Химн: Училището има два химна: „Шампиони“ и „Ние сме №1“

- Девиз: УЧИ! ПЕЧЕЛИ! КОНКУРИРАЙ! ОЧАРОВАЙ! /УПКО/. Автор на девиза е Добрина Камбурова, дългогодишен учител по математика в училището.

- Упко: Символ на училището е бухал, наречен УПКО.

- Униформа: Въведена през 2009 г. През 2021 г. е въведена униформа за цялото училище.

- Почетна статуетка: Изработена от художника Недим Мустафа, преподавател в училището. Връчва се на ученик, учител или гост за издигане престижа на училището.

## Събития
Училището годишно организира събития, уникални за него:
- Откриване на учебната година: Вдига се националното знаме под звуците на химна на България. Канят се известни личности, музикални изпълнители и други. Посреща се училищното знаме. Началото на учебната година се отбелязва с биенето на първия звънец.

- Ден на Кърджали: Училището участва с от блок ученици в общоградското шествие, където водещи са знаменната група, фирмата и портретът на училището.

- Ден на народните будители: Провежда се шествие с факли с участие на учениците и обиколка по определен маршрут, включващ централната част на града, основните му улици и завършващ в училището. Носят се портрети на народните будители и на патрона на училището в знак на почит. Провежда се възпоменателно тържество пред паметника на Васил Левски в центъра на града.

- Патронен празник: Провежда се ежегодно на 17 ноември (рожден ден на патрона на училището – Петко Славейков). Провежда се и ден на ученическото самоуправление, където учениците заместват ръководството и учителите. Самоуправлението има подготвена програма със специфична тема. През цялата седмица се провеждат многобройни събития, които са свързани с патрона на училището – спортни турнири, изложби, концерти, рецитали и благотворителни кампании. На кръгла годишнина се организира празничен концерт в драматичния театър. Ежегодно група ученици посещават гроба на патрона на училището в София, като там освен подгробната плоча има поставени вече две табели от училището.

- Първа седмица на декември: Ритуално запалване на коледната елха, придружено с концерт, подготвен от малките ученици.

- Бал на Шампиони: Тържество, на което присъстват и биват наградени всички шампиони в календарната година. Организира се ежегодно преди коледната ваканция. Предварително се подбира информация от учителите в дадените методически обединения, като се награждават за успехи на областно, национално и международно ниво и за изключителни прояви. Има подготвена програма с кратки игри, скечове, песни и други. Започват с индивидуални награди и приключват с групови. Последните 5 години директорът обявява състава на отбора, който ще представлява България на Световните ученически спортнообразователни игри в Атина.

- Свети Валентин: Поставя се кутия с валентинки на входа на училището, в която учениците отправят своите послания към своите съученици, учители и ръководство;

- Ден на Левски: Поднасят се венци пред паметника на Васил Левски в центъра на града. Обособява се кът за Левски във фоайето на училището, където има открити уроци и рецитации от ученици в начален етап.

- „Даскеери“: Първите „Даскеери“ са проведени през 2001 г. Появата на събитието възниква с идеята за поощряване на учителите, които имат най-голям авторитет сред учениците. Постепенно събитието прераства от просто награждаване на учители в една церемония с много елементи, богата на благодарствени думи, песни, танци, скечове и изява на таланти. Подготовката за определяне на наградените учители започва със съставяне на анкета с различни критерии, в която всеки клас посочва своя фаворит. Критериите включват най-добър начален учител, най-добър учител по всеки учебен предмет, най-забавен учител, най-деен, най-стилен, модна икона, учител за пример, най-чаровна усмивка, учител един от нас, най-всеотдаен учител и най-креативен учител. На финала досегашният председател на ученическия парламент официално предава властта на новоизбрания.

- Баба Марта: Ритуално прескачане на огъня за здраве. Баба Марта заедно с Пижо и Пенда (в ролите са ученици и учители) обикалят училището и закичват учениците с мартеници.

- Ден на Освобождението на България: Училището участва с блок от ученици в общоградското шествие. Водещи в блока са знаменната група, както и фирмата и портретът на патрона на училището.

- Ден на Европа, Ден на победата: Ден на ученическо самуправление. Учениците са включени в дейности по представяне на държавите, членки на Европейския Съюз, както и в тематични игри. Всяка година се организира конкурс за най-добре представил се клас, който печели еднодневна екскурзия в България.

- Ден на славянската писменост, култура и просвета: Училището провежда най-голямото шествие в града, като част от общоградското такова. Участва с блок от ученици, който включва мажоретки, ученици от начален и прогимназиален етап и блок национални знамена, носени от ученици в гимназиален етап. Предвождащи шествието са знаменната група и ученици в униформи, които носят фирмата на училището и портрети на Св. Св. Кирил и Методий и патрона на училището – Петко Славейков. Изпращат се абитуриентите, които се разделят с училищното знаме.

- Завършване на учебната година за учениците: Подобаващо тържество за завършек на учебната година за учениците от I до IV клас. За учениците от V и VI клас има раздаване на бележници на градския басейн (15 юни). На тържествата се раздават грамоти за отличен успех, прояви през учебната година и за издигане престижа на училището.

- Закриване на учебната година: Националното знаме се сваля от най-заслужилите учители, които имат най-много награди през годината.

## Постижения
- 1995 г. – сформиран е ученически парламент и се поставя началото на деня на ученическото самоуправление.

- 1996 г. – създава се уникално Движение „Ръка за помощ“. Дълги години членовете на движението са посланици на милосърдието, състраданието и добротворчеството.

- 1999 г. – старитира националната програма „Стъпка по стъпка“ в начален курс на обучение.

Основан е клуб „Дебати“, завоювал призовни места на областно и национално ниво.
- 2002 г. – започва профилирано чуждоезиково обучение в горен курс с английски, немски, испански и руски език.

- 2003 г. – за първи път в българско училище е учредена наградата „Даскеер“, която се присъжда от ученическия парламент на учители.

- 2006 г. – Мария Петкова получава първа награда в Националния конкурс за ученически проекти по математика и информатика.

- 2007 г. – първо място на националната конференция „Училището – желана територия“.

Републикански финалисти по футбол за момчета V – VII клас.
Награда за Международен ден на младежта.
Мария Петкова получава първа награда в Национален конкурс за ученически проекти по математика и информатика.
- 2008 г. – републикански шампиони по тенис на маса.

Елица Замфирова печели златен медал на Националните ученически игри по тенис на маса.
Мария Петкова получава първа награда в Национален конкурс за ученически проекти по математика и информатика.
- 2009 г. – републикански шампиони по тенис на маса за двойки и по волейбол, юноши.

Георги Топалов е избран за най-добър волейболист на България; Шампион на България на национални ученически игри.
Елица Замфирова печели златен медал на Национални ученически игри по тенис на маса.
Мария Петкова получава първа награда в Национален конкурс за ученически проекти по математика и информатика.
Маринела Петкова получава първа награда в Национален конкурс за ученически проекти по математика.
Основава се школата „ИстОрика“ с ръководител Димитър Димов.
- 2010 г. – Вълчо Милчев, преподавател в СУ „Петко Рачов Славейков“, получава наградата за „Учител на годината по математика“.

Мария Петкова получава първа награда в Национален конкурс за ученически проекти по математика и информатика;
Гюлбеяз Ахмед участва в Международната конференция на младите математици „Euromath“ в Австрия;
- 2011 г. – Петранка Мавродиева, преподавател в СУ „Петко Рачов Славейков“, получава наградата за „Учител на годината“.

Трето място на Републикански турнир по плажен волейбол.
Красимир Георгиев е избран за най-добър волейболист на България; вицешампион на България на националните ученически игри заедно с Георги Топалов.
Маринела Петкова участва в Международната конференция на младите математици „Euromath“ в Гърция; Получава първа награда в Национален конкурс за ученически проекти по математика;
Гюлбеяз Ахмед получава първа награда в Национален конкурс за ученически проекти по математика и информатика; Участва в Международната конференция на младите математици „Euromath“ в Гърция;
Вълчо Милчев получава почетното отличие на МОН „Неофит Рилски“;
Иван Герганов печели първа награда в Национален конкурс за ученически проекти по математика и информатика; Участва в Международните конференции на младите математици „Euromath“ в Атина;
- 2012 г. – Второ място по волейбол за момчета 5 – 7 клас на Ученически игри;

Школа „ИстОрика“ организира конференция по История за „100 години от Балканската война и от Освобождението на Кърджали“;
„ИстОрика“ провеждат социален ескперимент – „30 години назад“;
Иван Герганов печели златен медал от IX Expo-Sciences Europe в Русия, бронзов медал от Световния математически форум – Хонконг; Първо място в Национален конкурс „Математика и проектиране“; Второ място в Международен конкурс „Математика и проектиране“ в Русия; Финалист в Европейската нощ на учените; Призова награда в Национален конкурс „Млади таланти“; Първа награда в Национален конкурс за ученически проекти по математика и информатика; Участва в Международната конференция на младите математици „Euromath“ в София; Първо място в Математически турнир „Черноризец Храбър“;
Димитър Димов, преподавател, получава почетен знак на община Кърджали за издигане престижа на общината;
- 2013 г. – Републикански шампиони по волейбол за момчета 5 – 7 клас;

Симеон Топузлиев и Енис Исмаил са шампиони на България от Национални ученически игри по волейбол, като Енис Исмаил е избран за най-добър волейболист на България;
Маринела Петкова получава първа награда в Национален конкурс за ученически проекти по математика; Класира се на второ място в Национален конкурс „Математика и проектиране“; Класира се на трето място в Международен конкурс „Математика и проектиране“ в Русия;
Гюлбеяз Ахмед получава първа награда в Национален конкурс за ученически проекти по математика и информатика; Класира се на второ място в Национален конкурс „Математика и проектиране“; Класира се на трето място в Международен конкурс „Математика и проектиране“ в Русия;
Николай Атанасов и Хубен Иванов участват в Национална лятна изследователска школа по математика;
Вълчо Милчев получава почетен плакет на МОН, присъден за цялостната му дейност като ръководител на школата по математика и учител;
Второ място на Национален конкурс „Училището-желана територия на ученика“ (ИстОрика);
Плакет от кмета на община Кърджали за издигане престижа на общината (ИстОрика);
Участие на ученици в студентските АФОН (ИстОрика);
Иван Герганов се класира на първо място – Скопие; Печели бронзов медал от Националното математическо състезание; Призова награда в Национален конкурс „Млади таланти“; Първа награда в Национален конкурс за ученически проекти по математика и информатика; Първо място в Математически турнир „Черноризец Храбър“; Финалист в Европейската нощ на учените;
- 2014 г. – Репбликански шампиони по волейбол 5 – 7 клас;

Симеон Топузлиев е шампион на България от Национални игри по волейбол, както и избран за най-добър волейболист на България;
Две първи награди на Хубен Иванов и Николай Атанасов и успешно представяне на Иван Иванов в Националния конкурс за ученически проекти по математика и информатика; Тримата участват в международната конференция за млади математици „Euromath“ в Кипър; Финалисти са в Националния конкурс „Млади Таланти“ в София; Николай Атанасов участва в Национална лятна изследователска школа по математика;
Школа „Историка“ организира ученическа конференция по История за „100 години от Първата световна война“;
Второ място по волейбол на държавно пъвренство за момчета до 15 години;
Иван Герганов печели златен медал от Националната Цветна олимпиада; Първа награда в Национален конкурс за ученически проекти по математика и информатика; Награда на Българската асоциация на софтуерните компании; Първа награда на БАН; Първо място в Математически турнир „Черноризец Храбър“; Участва в Международната конференция на младите математици „Euromath“ в Кипър; Финалист в Европейската нощ на учените;
- 2015 г. – Републикански финалисти 5 – 8 клас за момчета и момичета;

Димитър Димов получава почетен знак на община Кърджали за издигане престижа на общината; Получава почетния знак „Неофит Рилски“;
- 2016 г. – Републикански шампиони по волейбол 8 – 10 и 5 – 7 клас;

Вълчо Милчев публикува книгата „Салфетките на Питагор (Изследователски сюжети от Ученическия институ)“;
Школа „Историка“ организира ученическа конференция по История за „140 години от Априлското въстание“;
Създава се първият по рода си исторически ученически филм „Оборище 1876“ (ИстОрика);
Към школата „ИстОрика“ започва да действа ново направление – ЛСПАК (Лаборатория за социални проучвания, анализи и компетенции);
Димитър Димов получава наградата „Носител на просветата“ на ФНСД в България и награда на Сдружението на историците за филма „Оборище 1876“ в Националния конкурс на НК „Родоблюбие“, в раздел мисия Учител;
- 2017 г. – Републикански шампиони по волейбол 5 – 7, 8 – 10 и 11 – 12 клас;

Създава се първият музей на социализма на открито (ИстОрика);
Отличия от Националната ученическа конференция по История, посветена на 150-годишнината от смъртта на Г. С. Раковски – 31.10.-1.11.2017 г. – под надслов „Сега най-много се изисква да бъдем съгласни, единодушни целокупни, за да постигнем целта си“:
Стиляна Аврамова от 12“б“ клас – награда за есе;
Анелия Крумова от 10“б“ клас – награда за есе;
Елица Атанасова и Адлен Салимова от 12“б“ клас – награда за мултимедиен проект;
Димитър Димов е на първо място в Националния конкурс на НК „Родолюбие“, в раздел мисия Учител за филма за Петко Рачов Славейков;
Отличия от Националната историческа конференция „Европа навлиза в българските земи /втората половина на 19 – началото на 20 век/“, Русе, ноември 2017 г.:
Стиляна Аврамова и Елица Атанасова с доклад на тема „Град Кърджали през 20-те и 30-те години на 20 век“ и „Демографските промени в град Кърджали през 20-те и 30-те години на 20 век“;
Колективна награда за школа „ИстОрика“ с ръководител Димитър Димов от Националния исторически конкурс „180 години от рождението на Васил Левски – 180 години безсмъртие“, за постановката „Разпитът на Васил Левски“ в раздел „Драматизация и рецитал“ на конкурса, Варна, декември 2017 г.;
- 2018 г. – Седмо място на световно първенство по волейбол в Бърно, Чехия за 8 – 10 клас;

Димитър Димов получава почетен медал и грамота от Министерстово на отбраната, по случай 100 г. от края на Първата световна война;
Вълчо Милчев получава почетното отличие на МОН „Неофит Рилски“;
Получена награда „Златна ябълка“ за принос към благосъстоянието на децата в България;
Второ място в Национална волейболна лига;
Школа „Историка“ организира ученическа конференция по история за „140 години от края на Руско-турската освободителна война и Освобождението на България“;
Научна сесия на Българската академия на науките в София, Национална конференция по математика на Ученическия институт на БАН, участие с доклади и допуснати до финала на Националния конкурс Innofair:
Мария Александрова от 9“в“ клас – награда за успешен дебют;
Цветелина Карамфилова от 12“б“ клас – второ място;
Сиел Шефкетова от 12“а“ клас – второ място;
18-та Национална конференция на Ученическия институт по математика и информатика при БАН, София:
Цветелина Карамфилова – първо място и призната оценка Отличен 6 за Пловдивския университет „Паисий Хилендарски“;
Сиел Шефкетова – второ място и призната оценка Отличен 5,80 за Пловдивския унивеситет „Паисий Хилендарски“;
Мария Александрова – второ място;
Национален конкурс за ученическо творчество „Бодлите на таралежите“:
Анелия Крумова – първо място за есе;
Национален литературен конкурс „И ти си в мене – ти, родино моя“, Чирпан:
Атанас Ников от 9“в“ клас – трето място за поезия;
Национален конкурс „Стоян Михайловски“, Русе:
Анелия Крумова – специална награда за силно представяне в двата раздела на конкурса – литературно творчество и журналистика, участва с 6 собствени творби;
Журналистически клуб „Славейков“ с ръководител Антония Маровска получава специална колективна награда за цялостно представяне в раздел „Журналистика“;
Ерай Шакир от 12“б“ клас – млад делегат, избран с конкурс, участва в заседанията на Европейския ученически парламент
- 2019 г. – Димитър Димов, преподавател в СУ „Петко Рачов Славейков“, получава наградата за „Учител на годината“; Получава почетния знак „Неофит Рилски“; Получава специална награда от Синдиката на българските учители за темата „Ученическата конференция по История – възможност за изява на талантливи ученици;“; Получава покана за прием при президента на 24 май в НИМ-София;

Училището печели „Сграда на годината“, връчена от кмета на Кърджали – Хасан Азис;
Получена награда „Златна ябълка“ за принос към благосъстоянието на децата в България;
Пето място на световно първенство по волейбол за 5 – 8 клас, Хърватска.
Школа „Историка“ организира ученическа конференция по История за „80 години от началото на Втората световна война“;
Школата по математика получава колективна награда от кмета на общината за 24 май;
Трето място на републикански финали по баскетбол за 8 – 10 клас.
Трето място на „Малки великани“ зона Стара Загора;
- 2020 г. – Получена награда „Златна ябълка“ за принос към благосъстоянието на децата в България;

Получаване на награда в Панагюрище с Теодора Шанева за националната награда на проф. Цоцорков;
Първо място за презентация в Сливен /Национален ученически конкурс за Хаджи Димитър/;
Първо място и специална награда – РИМ Варна за филма „Борба за своето“ и второ място доклад на Хабиш Иса в националната историческа конференция;
Спечелени три втори места на Жулиде Муталибова, Емилия Карамфилова и Есиен Гюрсел в VII сесия на Ученически институт на БАН за изследователски разработки;
Трето място на Регионални спортни игри теглене на въже за мъже;
Димитър Димов получава плакет на кмета за издигане престижа на Община Кърджали;
- 2021 г. – Световни шампиони по волейбол за момчета до 15 години в град Белград, Сърбия;

Получена награда „Златна ябълка“ за принос към благосъстоянието на децата в България;
Конференция 200 г. Раковски в Котел /първо място филм Гергана Терзиева, Изабел Пехливанова, Гергана Карамоллова/;
Конференция 6НУК – 1 място за филма на „ИстОрика“ „Хаджи Димитър“.
Спечелено първо място на Жулиде Муталибова за интервю, първо място на Сияна Хаджиева и трето място на Дефне Риза за публицистична статия в IX Национален конкурс за ученическа журналистика и литература „Григор Попов“;
Спечелено второ място от Дефне Риза за есе на XV Национален конкурс за литературно творчество „Бодлите на таралежите“ към фондация „Братя Мормареви“;
Първо място на Регионални спортни игри теглене на въже за жени;
Димитър Димов представя училището на областната конференция на иновативните училища с разработка на иновация „Възстановка на историческо събитие като нетрадиционен метод за историческо познание“;

През последните години, училището има над 50 награди за първи места на национални и областни конкурси по български език и литература, както и над 50 награди за първи места на национални и областни конкурси по математика.
Ученици на Недим Мустафа и Георги Шишков имат класирания на национални конкурси (Изобразително изкуство). Голяма част от най-добрите картини и рисунки в училище са дело на двамата преподаватели.

## Школи
- „ИстОрика“ – (Иновативно средище за творческо Обучение развиващо изкуството и класическата академичност) към СУ „П. Р. Славейков“ се създава по идея на учителя по История Димитър Димов през есента на 2009 година. Членовете на школата поставят основата на една нова и иновативна школа, в която да обсъждат и развиват своите идеи, свързани с фундаменталната наука История. Впоследствие членовете съвместно със своя ръководител успяват да наложат няколко традиционни събития в училището и града. Сред тях са – „Исторически маскен бал“, „Ден на историка“, също така организират „Деня на влюбените“, участват в национални и регионални конкурси, олимпиади и академични форуми. Издават две книги – „Славейковска историческа библиотека – книжка първа“ и „Славейковска историческа библиотека-книжка втора“. В процес на работа е и третата книга, която предстои да излезе по повод тридесетгодишнината от създаването на училището.

- „WhiteHat“ (STEM) – Основана на 21 септември 2021 г. и ръководена от директора на училището, Милко Багдасаров, школата „WhiteHat“ са така наречените „бели хакери“ т.е. добронамерени хакери. Работят с технология и роботика. Участват активно в документирането и популяризирането на Европейския ден на спорта в училище както и други събития. Действат активно в СТЕМ центъра, където се намират 3D zSpace лаптопи за улеснена работа на членовете, както и други ученици. Освен това те имат достъп до 2 3D принтера за създаване на всякакви модели.

- „Ръка за помощ“ – Детско благотворително движение с ръководител Снежана Сиракова и създадено на 7 октомври 1996 г. Над 120 мотивирани доброволци тръгват на път на 7 октомври 1996 г. към ДДЮ „Калинин“ за среща и дарителство. Това е първата кампания, а създаденото приятелство трае години наред. Почти всеки месец, доброволците имат срещи с деца – сираци и оставени в домове. Няма специални случаи, за да се дарят или подкрепят нуждаещите се. При всеки вик за помощ, доброволците организират благотворителни акции, кулинарни базари, разпродажби на домашни консерви, изработване на сурвачки и мартеници. Всеки доброволец има касичка на добротата, в която спестява пари, които дарява на болни деца. За 26-те години доброволческа дейност, през движение Ръка за помощ са минали хиляди членове, а акциите никой не е броил.

„Нямам толкова дълги ръце, за да ви прегърна, но имам толкова голямо сърце, в което да ви нося.“
- Снежана Сиракова, 7 октомври 2021
- Училището има клуб по шах и спортни клубове по баскетбол, волейбол и други.

- СУ „Петко Рачов Славейков“ е единственото училище в България със собствена база по военно дело, намираща се в с. Широко поле. Посещавана е от ученици, учители и родители непрекъснато. Организират се състезания по военно дело, стрелба с лък и огнестрелни оръжия. Учениците се учат на запалване на лагерен огън, разпъване на палатки, умения за оцеляване в природата и придобиват скаутски умения. Базата е желано място за посещение.

## Ученически парламент
Ученическият парламент при СУ „Петко Рачов Славейков“ е първият по рода си в страната. Той има строга структура на управление и богат календар от самостоятелни събития. Управлението се състои от председател, заместник-председател и отговорници по различни направления. Изборът става по демократичен начин с гласуване от всички ученици от 7 – 12 клас чрез представителите им. Най-интересните и уникални събития, които са организирани от ученическия парламент, са – „Даскеерите“, Балът на шампионите, факелното шествие за Деня на народните будители, благотворителни акции и училищни тържества на бележити дати.

## Галерия
- Преден изглед на училището
- Преден изглед на училището
- Стената на шампионите